# Aspazijas bulvāris

Le boulevard Aspazijas (letton : Aspazijas bulvāris) est un boulevard à Rīga en Lettonie,,.

## Présentation
Le boulevard Aspazijas traverse le voisinage Centrs. 
Il commence à l'intersection de la rue Kaļķu iela et du boulevard Brīvības bulvāris et va jusqu'à la 13. janvāra iela. 
La longueur totale du boulevard Aspazijas est de 519 mètres.

## Histoire
Le boulevard a été créé en 1858 avec la démolition des remparts de la ville et la construction du Théâtre municipal de Riga. 
Son nom d'origine était Boulevard du Théâtre (en allemand : Theaterboulevard, en russe : Театральный булваръ après 1885). 
Après la fondation de la République de Lettonie en 1920, il fut rebaptisé boulevard Aspazijas. 
Pendant l'occupation allemande, il fut temporairement rebaptisé Von der Goltz Ring. 
En 1950, les boulevards Aspazija bulvāris et Basteja bulvāris ont été fusionnés pour former le Padomju bulvāri (boulevard soviétique). 
En 1989, le Padomju bulvāri fut à nouveau divisé en Aspazija bulvāris et Basteja bulvāris.

## Bâtiments
- 3, Aspazijas bulvāris – Opéra national de Lettonie
- 5, Aspazijas bulvāris – Université de Lettonie, Faculté d’économie et de gestion
- 22, Aspazijas bulvāris - hôtel Riga (1957, architecte Sergejs Antonovs (lv))
- 24 – Valters un Rapa (lv), la plus ancienne librairie de Riga.
- 28, Aspazijas bulvāris - habitation de Vilhelms Purvītis (1927-1940)
- 32, Aspazijas bulvāris – a vécu la figure révolutionnaire E. Sandreiter
- 34, Aspazijas bulvāris - école (1876, architecte Johans Daniels Felsko),
- 36-38, Aspazijas bulvāris - Hôtel Métropole (ru)

## Galerie

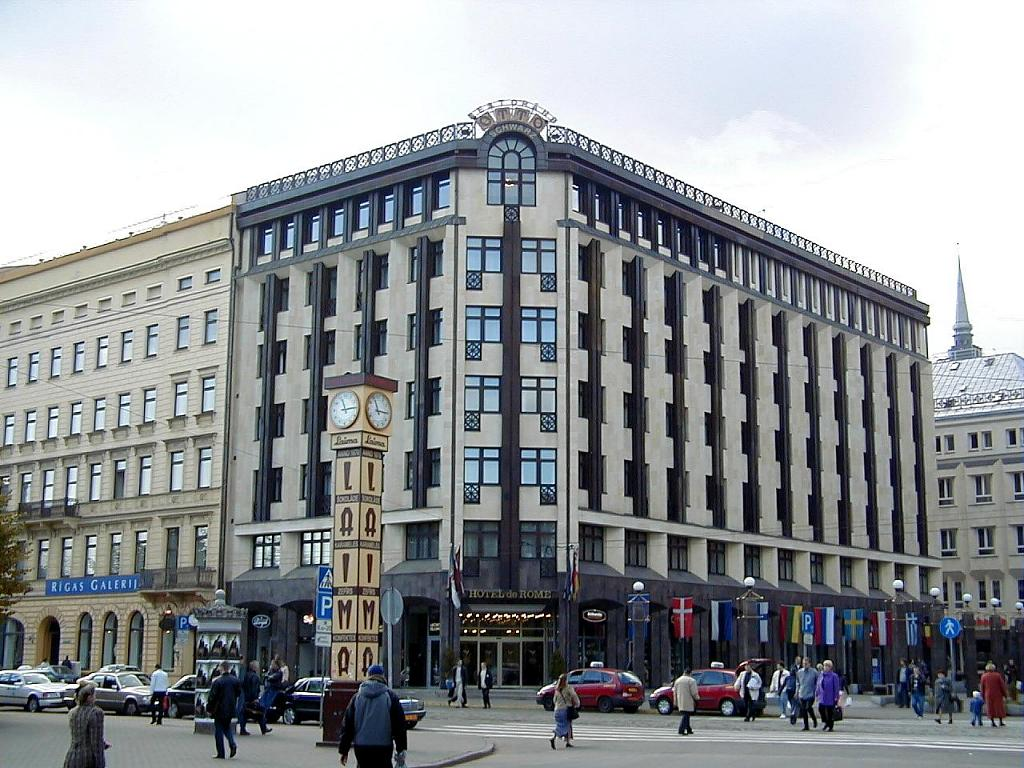
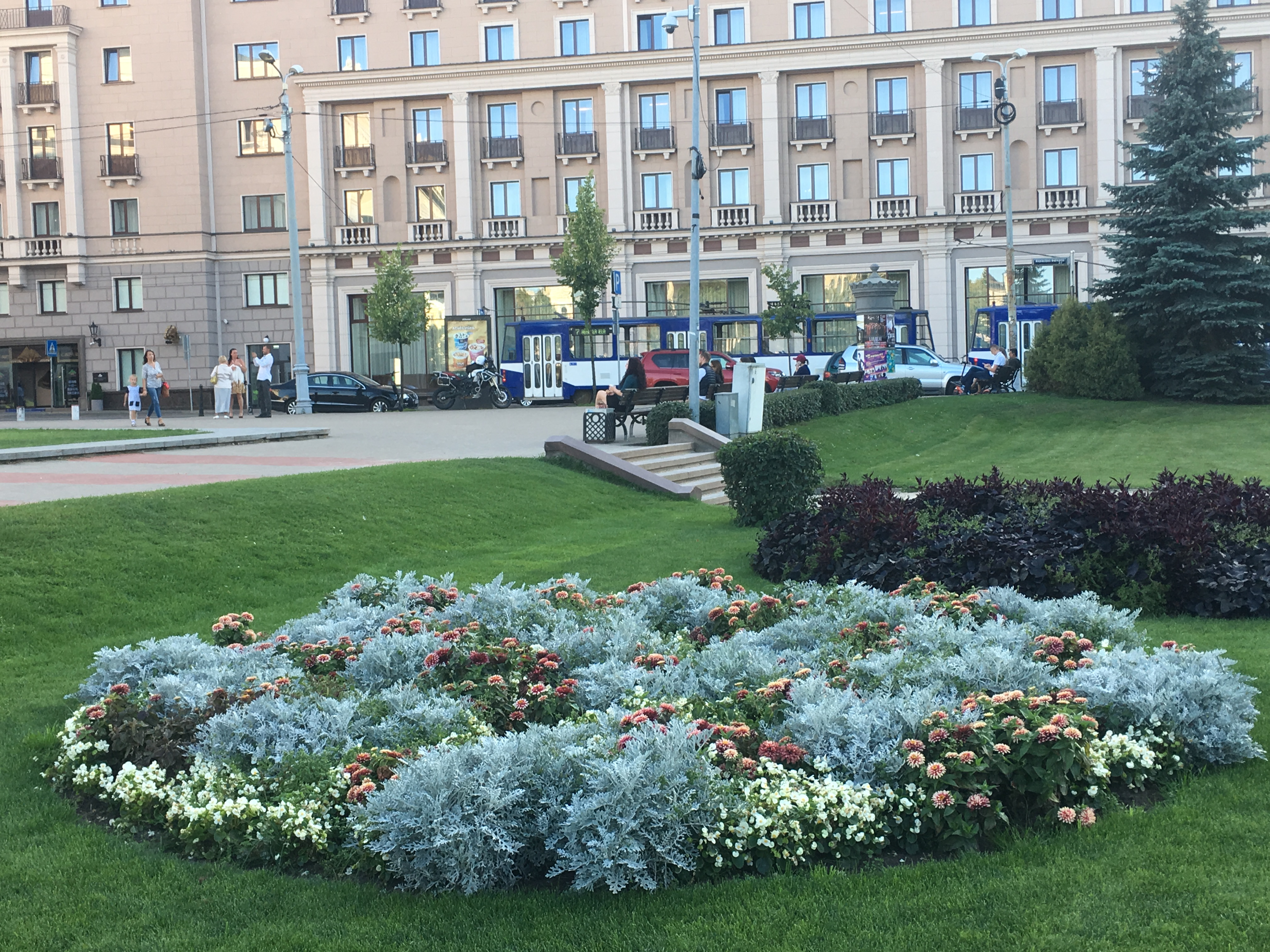
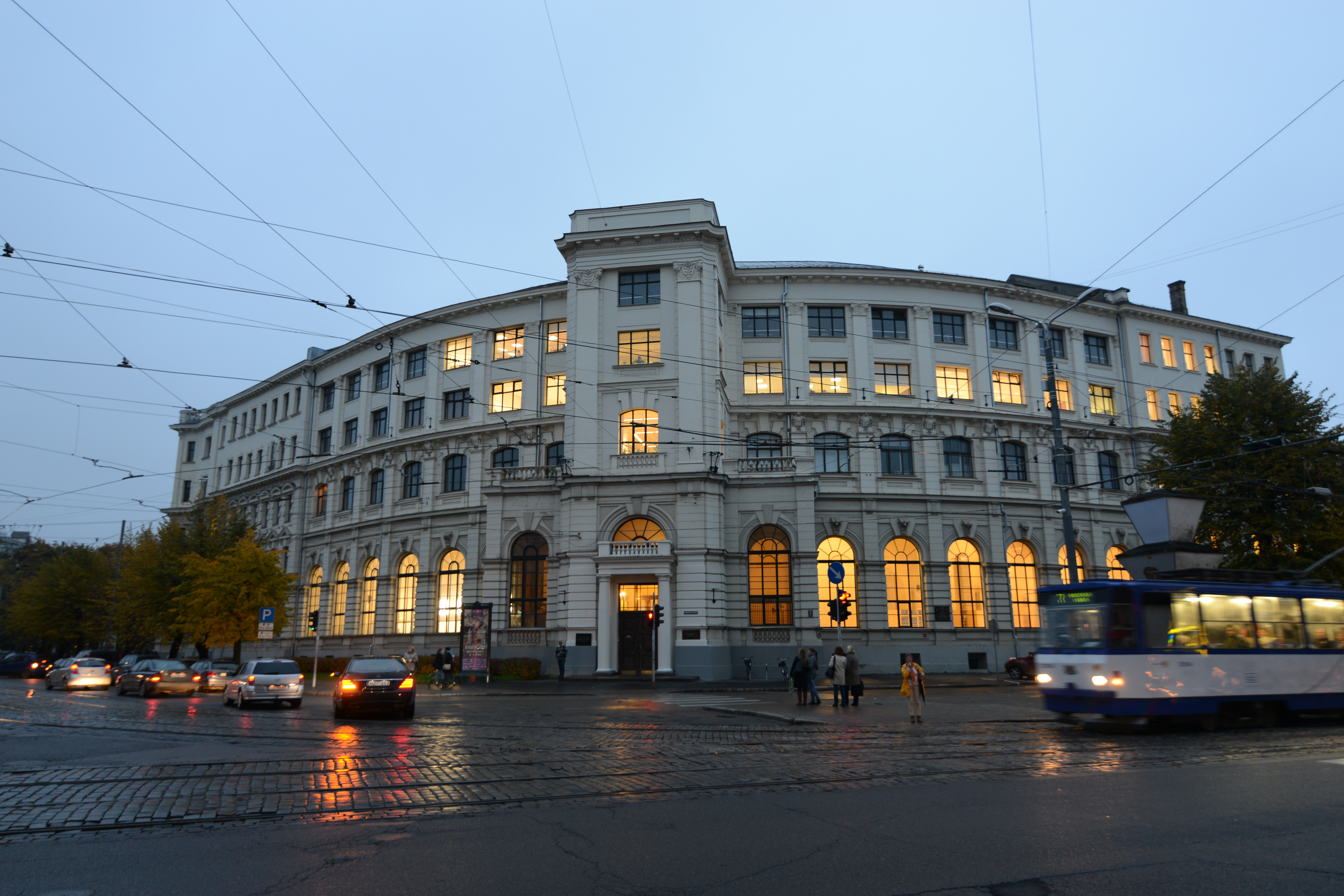

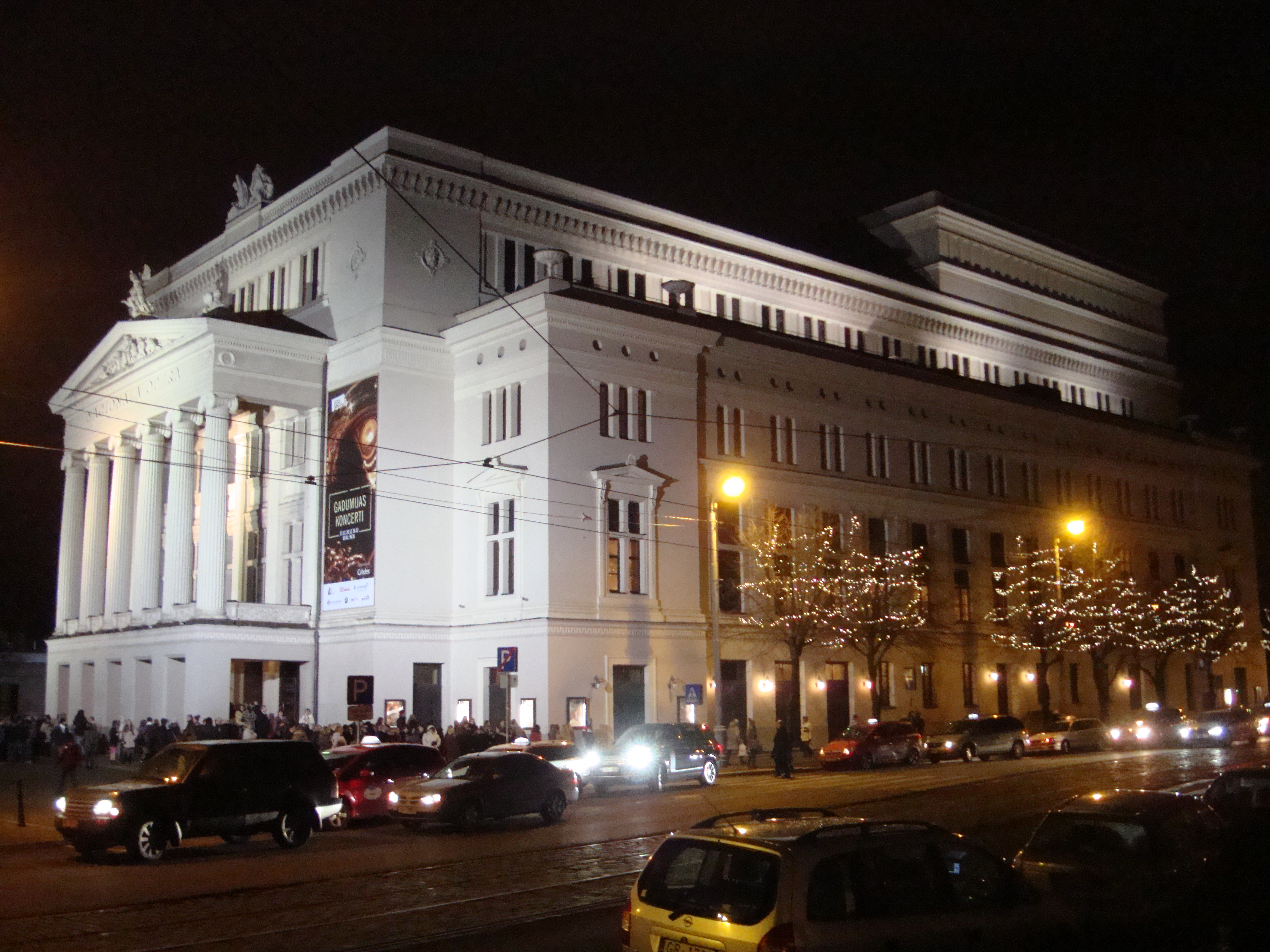
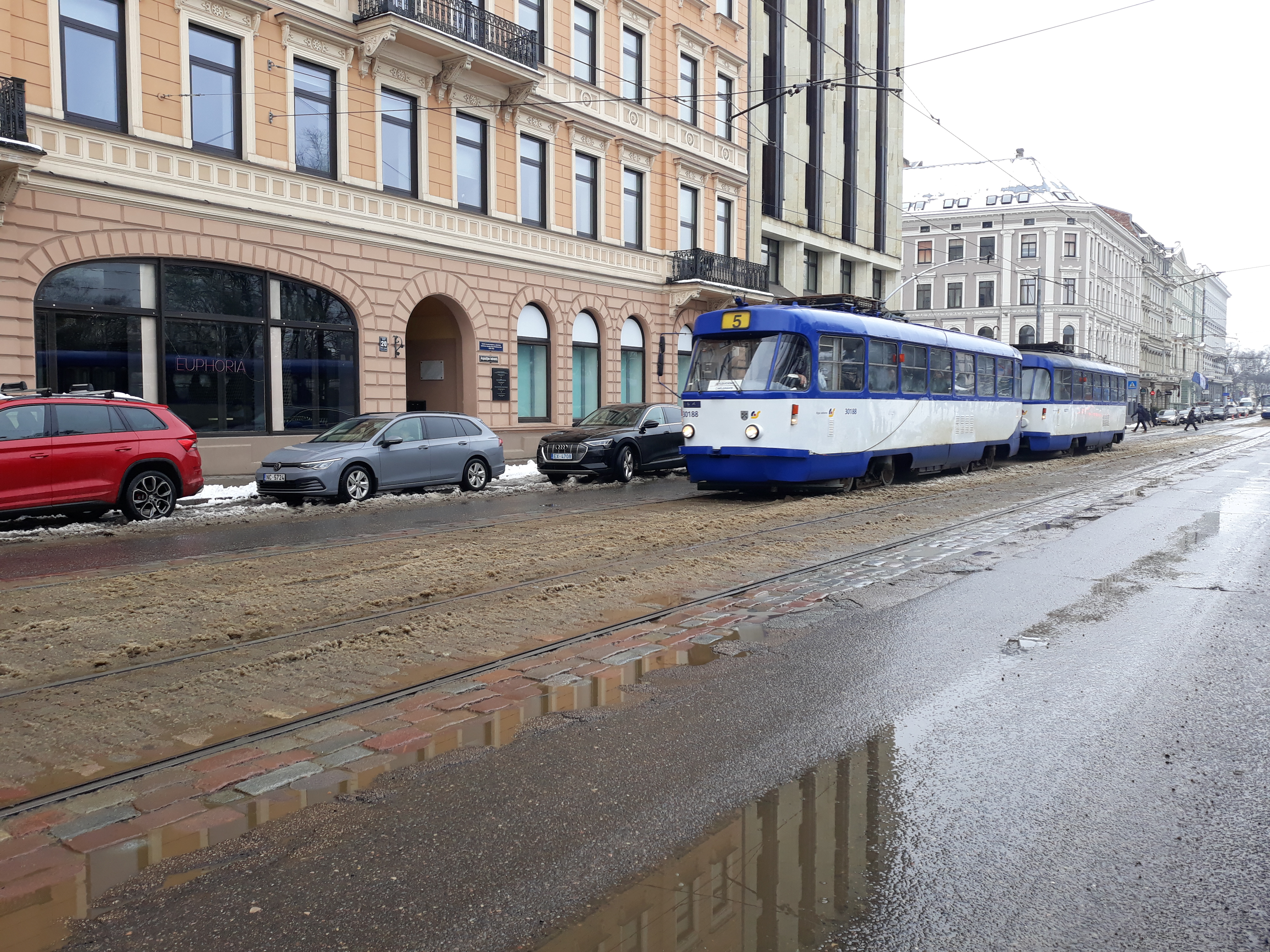
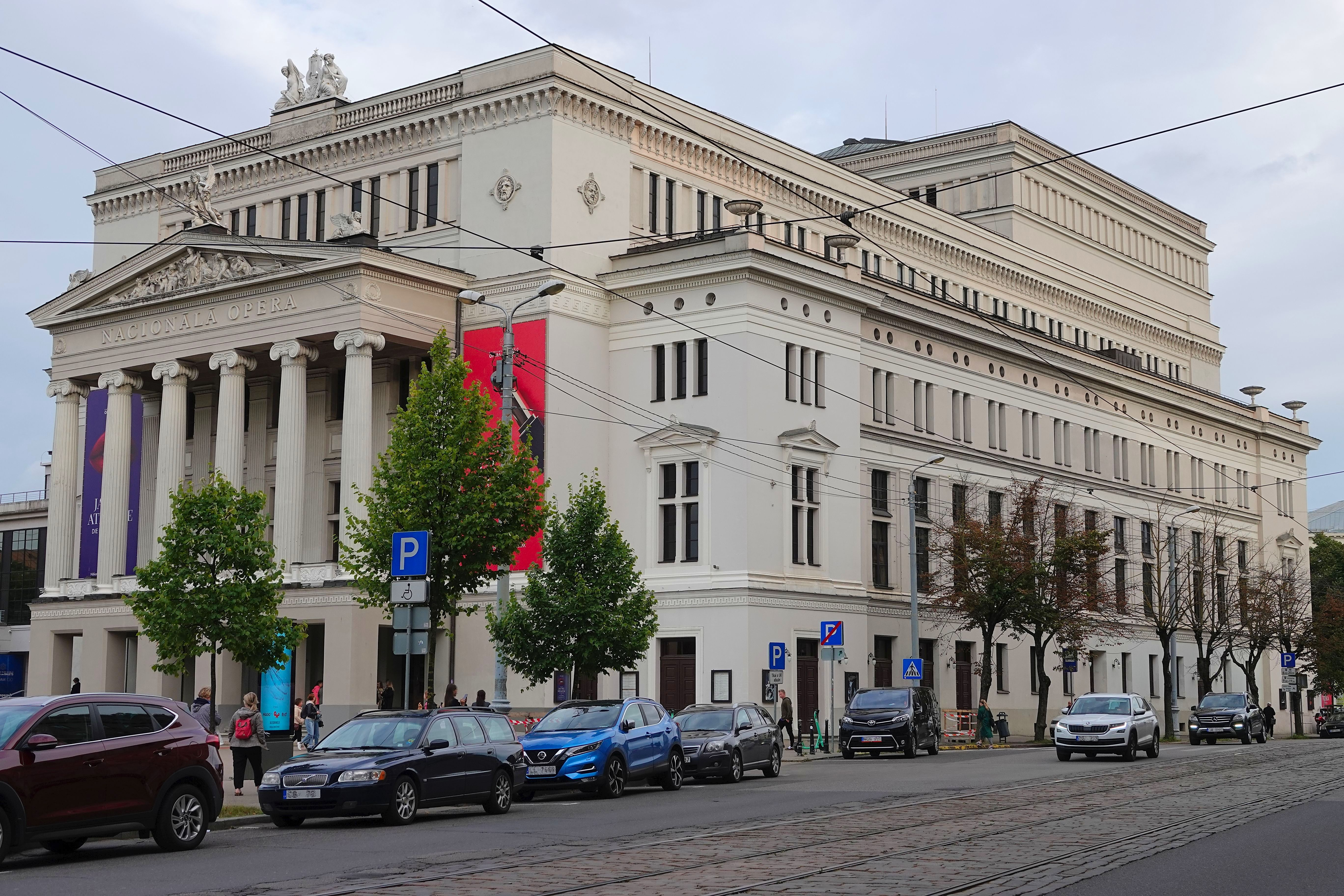

## Tramway
- Tramvay: 5 7 11